# Algemene staking in Zwitserland in 1918
De algemene staking in Zwitserland in 1918 (Duits: Landesstreik; Frans: grève générale; Italiaans: sciopero generale) was een grote staking die uitbrak in Zwitserland in november 1918, net na het einde van de Eerste Wereldoorlog, waarin het land nochtans neutraal was gebleven. Het was een van de grootste crises in Zwitserland sinds de oprichting van de federale staat in 1848.

## Aanloop naar de staking

Militairen voor het Federaal Paleis in Bern, de zetel van de Zwitserse Bondsvergadering en de Bondsraad.

Militairen bewaken de ingang van het Federaal Paleis in Bern.

De algemene staking van 1918 was het hoogtepunt van meerdere sociale conflicten die zowel in Zwitserland als in de rest van Europa waren ontstaan tegen het einde van de Eerste Wereldoorlog. Hierbij was immers een kloof gegroeid tussen enerzijds ondernemers die grote winsten hadden geboekt tijdens de oorlog en de landbouwers en anderzijds de arbeidersklasse, die meer en meer in armoede belandde, maar die zich realiseerde broodnodig te zijn om de economie te laten functioneren, zeker in tijden van oorlog. Goed draaiende fabrieken konden extra handen goed gebruiken terwijl op dat moment veel mannen in het leger waren gemobiliseerd en niet konden gaan werken. De vakbonden, die tot dan toe weinig gehoor kregen in de politieke wereld, zagen de stakingen als politiek drukmiddel. Het actiecomité van Olten, waarin zich sinds februari 1918 op initiatief van Robert Grimm de belangrijkste kopstukken van de vakbonden en de arbeiderspartijen hadden verzameld, formuleerde meermaals zijn sociale eisen aan de Bondsraad en dreigde met stakingen. De autoriteiten gingen hierna gedeeltelijk in op de sociale eisen.

## Hoogtepunt de staking

Tijdens de algemene staking werden ook de brieventransporten bewaakt door militairen.

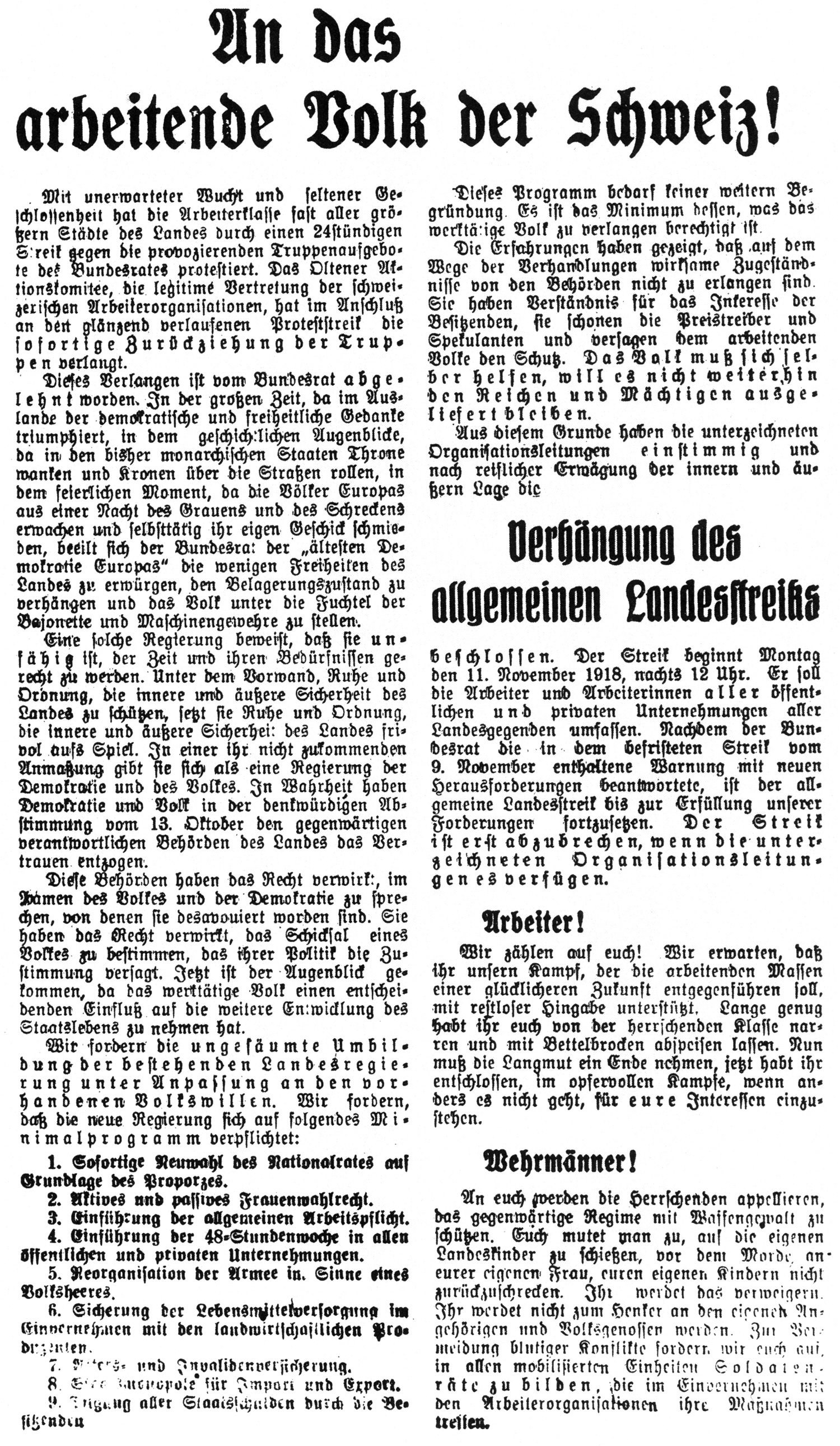
De stakingsoproep met de negen eisen tot sociale en politieke hervormingen.

In de herfst van 1918 wankelden de tronen van de keizers van Duitsland en Oostenrijk-Hongarije. De arbeidersbewegingen in deze landen werden bovendien steeds sterker. In Zwitserland ontstond de angst voor een soortgelijke ontwikkeling. Binnen de klasse van de burgerij vreesde men dat de staking van de bankbedienden in Zürich op 30 september en 1 oktober, die werd ondersteunt door een zware lokale syndicale staking, zich zou kunnen herhalen op nationale schaal. Anderen wilden de arbeiders dan weer hard aanpakken nu het leger nog gemobiliseerd was. De Bondsraad stuurde hierop met veel machtsvertoon troepen naar Zürich op 7 november 1918.
De komst van de troepen wekte verontwaardiging op bij de vakbonden. Het Oltencomité kwam dezelfde dag nog in een speciale zitting bijeen. Na een verhit debat binnen dat comité werd uiteindelijk de oproep gelanceerd om het werk neer te leggen in negentien industriële centra. De proteststaking van zaterdag 9 november, de dag van de val van het Duitse Keizerrijk, verliep rustig. In Zürich echter besloten de vakbonden om hun protesten voort te zetten totdat de militairen zich zouden terugtrokken. Op 10 november kwam het tot een gewelddadige confrontatie tussen de demonstranten en de militairen op het plein voor de Fraumünsterkerk in Zürich. De spanningen namen toe. Het Oltencomité had geen keus meer: de inwoners van Zürich steunen in hun protesten of alle invloed op de situatie verliezen. Daardoor riep het comité op 12 november 1918 op tot een onbeperkte algemene staking en stelde het een eisenpakket voor met negen sociale en politieke hervormingen: de onmiddellijke hernieuwing van de Nationale Raad volgens het systeem van evenredige vertegenwoordiging, invoering van het vrouwenstemrecht, een algemene werkplicht, de achtenveertigurenweek, een staatsmonopolie op buitenlandse handel, ouderdoms- en arbeidsongeschiktheidsverzekeringen, een vermogensbelasting om de staatsschuld te verminderen, een organisatie die voor de voedselrantsoenering kan instaan en een legerhervorming.

Spoorwegblokkades in het station van Grenchen (kanton Solothurn). Op 14 november 1918 vielen er hier drie doden.

Op maandag 11 november 1918, de dag van ondertekening van de wapenstilstand in Compiègne, werd het werk bijna overal hervat, met als belangrijkste uitzondering de streek van Zürich. De algemene staking ging de volgende dag in. De Zwitserse Federatie van Vakverenigingen telde circa 250.000 stakers. Het meest opmerkelijk was de deelname aan de staking van de spoorwegarbeiders, waardoor de beweging zich via hen ook verspreidde naar afgelegen landelijke gebieden. Op veel plaatsen in Romandië en Ticino werd de oproep tot staken met de nodige voorzichtigheid gevolgd. De staking verliep in het algemeen rustig, al hadden de vakbonden daartoe wel preventieve maatregelen genomen, zoals een verbod op alcohol. In Bazel, waar zelfs de liberaal-radicale krant National-Zeitung de stakingsoproep zonder commentaar publiceerde, werkten de kantonnale regering en de vakbondsleiders zelfs samen om de demonstraties soepel te laten verlopen. Slechts uitzonderlijk liep de situatie echt uit de hand, meestal na tussenkomsten en machtsvertoon door het leger. De meest ernstige ongeregeldheden vonden plaats in Grenchen in het kanton Solothurn, waar op 14 november 1918 drie stakers om het leven kwamen: Harmann Lanz (29 jaar), Marius Noirjean (17 jaar) en Fritz Scholl (21 jaar).
Reeds op 11 november besloot de Bondsraad om de ambtenaren van de Confederatie aan de militaire wetgeving te onderwerpen. Waar de Bondsraad zich eerst nog bereid had getoond tot toegevingen, verhardde men nu het standpunt. Verscheidene kantonnale regeringen deden daarna hetzelfde. Binnen de burgerij nam de strekking die niet wilde toegeven aan de stakers de bovenhand, zeker na een bijeenkomst van de Zwitserse Bondsvergadering op 12 november 1918. Met de hulp van ambtenaren, studenten en leden van de burgerwacht in opleiding probeerde de overheid om essentiële diensten op een geïmproviseerde manier te onderhouden. Op 13 november 1918 eiste de Bondsraad uiteindelijk het onvoorwaardelijke einde van de staking.

## Gevolgen van de staking

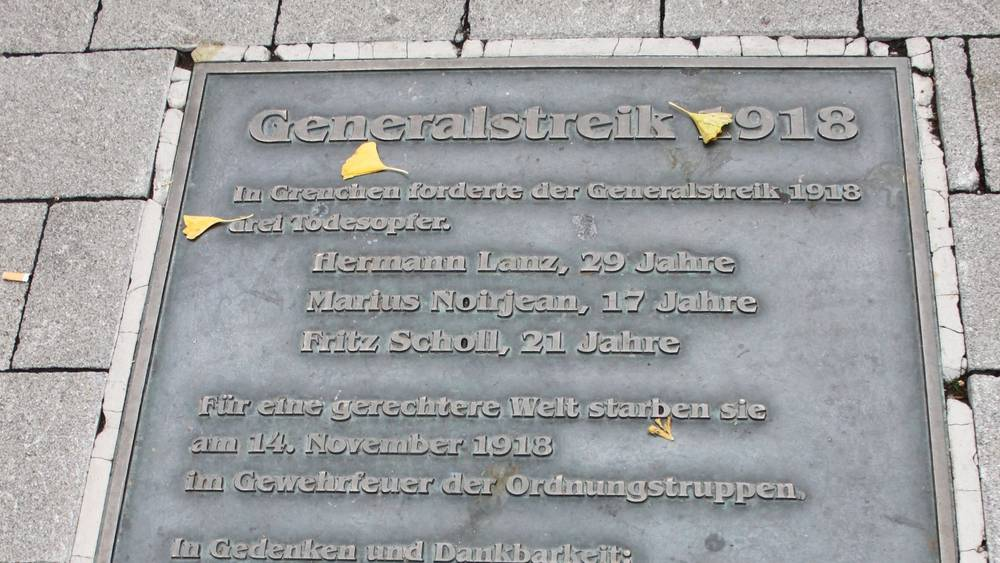
Gedenkteken voor de drie dodelijke slachtoffers in Grenchen.

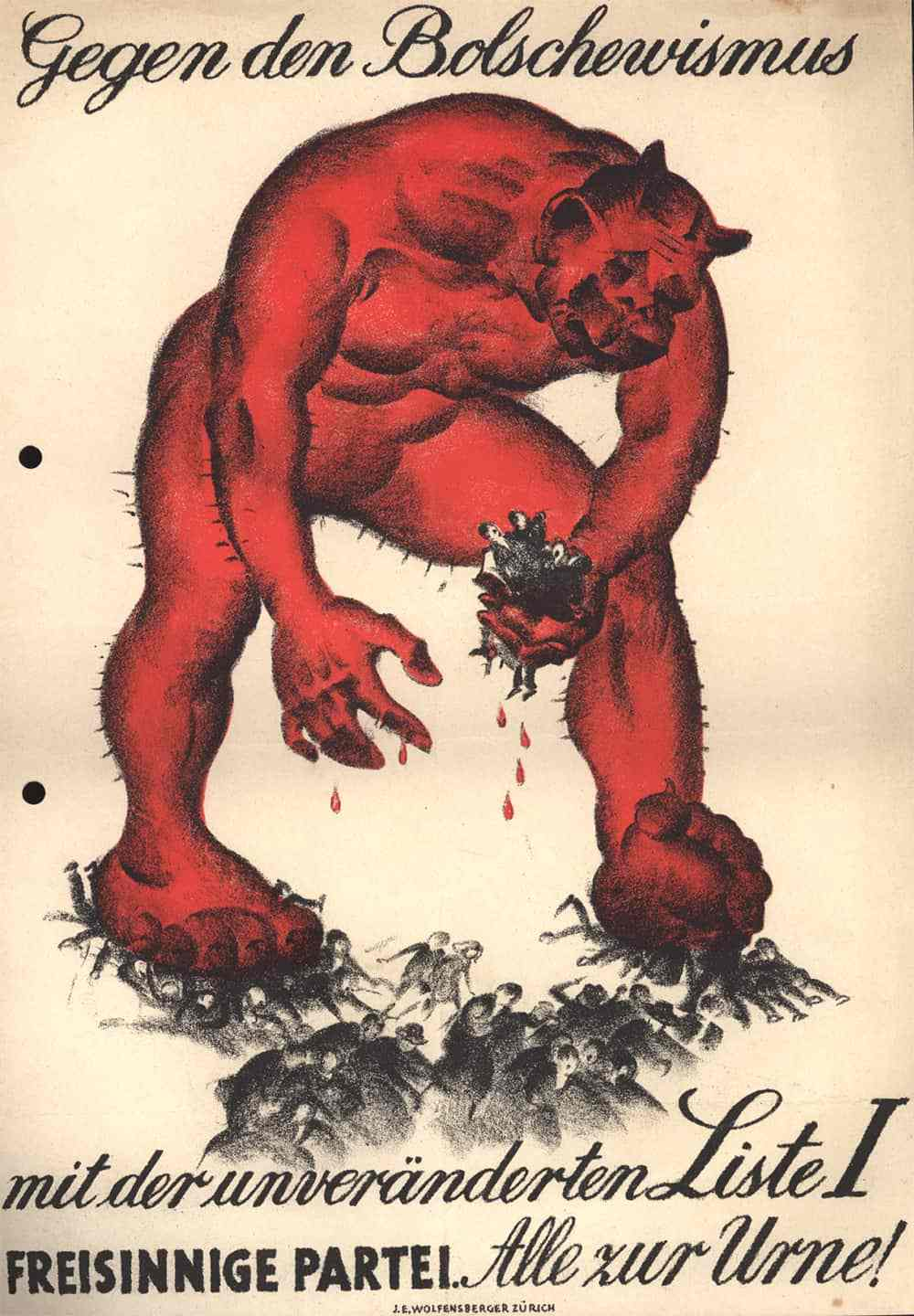
Verkiezingsaffiche van de Vrijzinnig-Democratische Partij voor de federale parlementsverkiezingen van 1919.

De algemene staking had zeer uiteenlopende gevolgen, gaande van het nemen van repressieve maatregelen tegen de stakers tot de goedkeuring van door de stakers geëiste hervormingen. Voor een deel van de arbeidersklasse verslechterden de arbeidsomstandigheden. Meer dan 3.500 personen, voornamelijk spoorwegarbeiders, werden aangeklaagd voor de militaire rechtbanken, van wie er 147 werden veroordeeld. Tijdens het belangrijkste stakersproces, dat plaatsvond van 12 maart tot 9 april 1919, sprak het militair gerecht gevangenisstraffen uit tegen Robert Grimm, Friedrich Schneider, Fritz Platten, die allen lid waren geweest van het Oltencomité, en tegen Ernst Nobs. Binnen de burgerij verloor de hervormingsgezinde vleugel van de linkse radicalen aan invloed. In Bazel bijvoorbeeld dienden twee gematigde leden van de kantonnale regering zich voor het einde van hun mandaat terug te trekken. Eveneens binnen de rangen van de burgerij ontstond het Schweizerischer Vaterländischer Verband, dat later zou uitgroeien tot een fascistische beweging. Bovendien werd de staking, die als revolutionair werd beschouwd, nog gedurende decennia na datum aangehaald om de linkse politieke strekking in Zwitserland te denigreren. Pas na de vijftigste verjaardag van de algemene staking, in 1968, verschenen meer historische studies naar de toedracht van de staking.
Hoewel de staking lang als een mislukking van de arbeiders werd beschouwd, wist ze toch enige sociale hervormingen op gang te brengen. Zo werd in 1919 de achtenveertigurenweek ingevoerd, een eis van de stakers. Er kwam tevens een evolutie op gang van nauwere samenwerking tussen werkgevers en vakbonden. Vakbonden werden ook meer en meer bij de beleidsvoering betrokken. Aan het begin van de Tweede Wereldoorlog, waarin Zwitserland weerom niet betrokken was, werkte de vakbonden mee aan de organisatie van de oorlogseconomie en de verdeling van de hulpgoederen. Latere gevolgen van de staking waren de eerste collectieve arbeidsovereenkomsten en de uitbouw van de Zwitserse sociale zekerheid vanaf het einde van de Tweede Wereldoorlog.